# Disuguaglianza di Friedrichs
In matematica, in particolare in analisi funzionale, la disuguaglianza di Friedrichs è un teorema dovuto a Kurt Friedrichs che limita la Lp-norma di un funzione attraverso la Lp-norma delle sue derivate deboli e la geometria del dominio di definizione. Il risultato può essere quindi utilizzato per dimostrare che alcune norme in uno spazio di Sobolev sono equivalenti.

## Enunciato
Sia {\displaystyle \Omega } un insieme limitato di {\displaystyle \mathbb {R} ^{n}} di diametro {\displaystyle d}, e sia {\displaystyle u:\Omega \to \mathbb {R} } una funzione appartenente allo spazio di Sobolev {\displaystyle W_{0}^{k,p}(\Omega )}. Allora vale che:
{\displaystyle \|u\|_{L^{p}(\Omega )}\leq d^{k}\left(\sum _{|\alpha |=k}\|\mathrm {D} ^{\alpha }u\|_{L^{p}(\Omega )}^{p}\right)^{1/p}}
Dove:
- {\displaystyle \|\cdot \|_{L^{p}(\Omega )}} rappresenta la norma dello spazio {\displaystyle L^{p}(\Omega )}.
- {\displaystyle \alpha =(\alpha _{1},\alpha _{2},\dots ,\alpha _{n})} è un multi-indice con norma {\displaystyle |\alpha |=\alpha _{1}+\alpha _{2}+\dots +\alpha _{n}};
- {\displaystyle D^{\alpha }u} è la derivata parziale mista debole:

{\displaystyle \mathrm {D} ^{\alpha }u={\frac {\partial ^{|\alpha |}u}{\partial _{x_{1}}^{\alpha _{1}}\cdots \partial _{x_{n}}^{\alpha _{n}}}}}